# 罗密欧·萨凯蒂
罗密欧·萨凯蒂（義大利語：Romeo Sacchetti，1953年8月20日—），意大利男子篮球运动员。他曾代表意大利获得1980年夏季奥运会篮球比赛男子银牌。他也参加了1984年夏季奥运会。